# Lugarski Breg
 Lugarski Breg  falu Horvátországban Zágráb megyében. Közigazgatásilag  Dubravicához tartozik.

## Fekvése
Zágrábtól 23 km-re északnyugatra, községközpontjától 1 km-re északkeletre, a Szutla völgyében, a szlovén határ közelében fekszik.

## Története
A falunak 1857-ben 74, 1910-ben 92 lakosa volt. Trianon előtt Zágráb vármegye Zágrábi járásához tartozott. 2011-ben 83 lakosa volt.

## Lakosság
| Lakosság változása | Lakosság változása | Lakosság változása | Lakosság változása | Lakosság változása | Lakosság változása | Lakosság változása | Lakosság változása | Lakosság változása | Lakosság változása | Lakosság változása | Lakosság változása | Lakosság változása | Lakosság változása | Lakosság változása | Lakosság változása |
| ------------------ | ------------------ | ------------------ | ------------------ | ------------------ | ------------------ | ------------------ | ------------------ | ------------------ | ------------------ | ------------------ | ------------------ | ------------------ | ------------------ | ------------------ | ------------------ |
| 1857               | 1869               | 1880               | 1890               | 1900               | 1910               | 1921               | 1931               | 1948               | 1953               | 1961               | 1971               | 1981               | 1991               | 2001               | 2011               |
| 74                 | 89                 | 80                 | 100                | 81                 | 92                 | 83                 | 86                 | 102                | 102                | 104                | 98                 | 82                 | 103                | 108                | 83                 |

## Nevezetességei
A Lourdes-i Szűzanya tiszteletére szentelt kápolnája 1934-ben épült. Építésének kezdeményezője a fiatal zágrábi könyvtáros Ivica Stunković volt, aki hétezer dinárt adott erre a célra. A földterületet Rudolf Čepin tanító adta. A kápolnát 1934. augusztus 12-én nagy ünnepség keretében szentelték fel. Az épületet 1967-ben teljesen felújították.

## Külső hivatkozások
Dubravica község hivatalos oldala